# RESCENE
RESCENE（リセンヌ、韓: 리센느）は、韓国の5人組ガールズグループである。THE MUZE ENTERTAINMENT所属。韓国人4人、日本人1人から構成される。公式ファンネームはREMINE（リマイン、朝:리마인）

## 概要
THE MUZE ENTERTAINMENTが手掛ける初のガールズグループである。メンバーのうちミナミは2021年のサバイバル番組『放課後のときめき』のファイナリストであり、ゼナは2022年のサバイバル番組『青春スター』に出場し、中学生の頃にはバーチャルK-POPガールズグループMAVE:のフェイスモデルとして活動していた。
RESCENEというグループ名は、「香りを通してシーンを思い出す」というコンセプトに基づき、接頭辞「re-」と「scene」という単語を組み合わせたものであり、人々の記憶に長く残る音楽の香りを届けるという意思が込められている。
公式ファンネームのリマインは思い出させるという意味のREMINDに由来。またRESCENEとMINEをかけ合わせた言葉でもあり、RESCENEがファンにとって忘れられない香りでありシーンであるという意味が込められている。

## 来歴

### 2024年
- 2月8日、THE MUZE ENTERTAINMENTが5人組ガールズグループのローンチを発表[5]。同月15日にロゴモーションが公開され、グループ名がRESCENEであることが明かされる。翌日からミナミ、ウォニ、ゼナ、メイ、リヴの順でメンバーが発表された。
- 2月29日、プレデビューシングル「YoYo」をリリース[6]。
- 3月26日、デビューシングルアルバム『Re:Scene』をリリースし、「YoYo」とアルバムのタイトルトラック「UhUh」が収録され、後者はミュージックビデオと共にリリースされた[2]。
- 8月27日、初のEP『SCENEDROME』をリリース[7]。本作はビルボードによって発表された2024年ベストK-POPアルバム25選に選出[8]。また同アルバムのタイトル曲「LOVE ATTACK」は韓国国内のIZM[9]のほか、NME[10]、グラミーアワード[11]、DAZED[12]といった海外メディアの2024年ベストK-POPソングにそれぞれランクインするなど高い評価を受けた。
- 12月7日、東京タワーのRED° TOKYO TOWERにて初の日本公式イベントを開催した。

### 2025年
- 2月13日、イギリスの音楽専門誌NMEによって「Essential Emerging Artists for 2025」に選出された[13]。
- 2月5日、セカンドEP『Glow Up』をリリース[14]。
- 7月2日、セカンドシングルアルバム『Dearest』をリリース[15]。

## メンバー
| 名前          | 本名             | 本名        | 本名          | 本名      | 生年月日               | 出身地              | 備考                       |
| 名前          | 仮名             | ハングル    | ローマ字      | 漢字      | 生年月日               | 出身地              | 備考                       |
| ------------- | ---------------- | ----------- | ------------- | --------- | ---------------------- | ------------------- | -------------------------- |
| ウォニ 원이   | チョン・ウォニ   | 정원이      | Jeong Won-i   | 鄭沅乁    | 2004年5月25日（21歳）  | 韓国 慶尚南道巨済市 | リーダー                   |
| リブ 리브     | チン・ギョンウン | 진경은      | Jin Kyung-eun | 陳京誾    | 2006年10月11日（18歳） | 韓国 京畿道水原市   |                            |
| ミナミ 미나미 | いとう みなみ    | 이토 미나미 | Ito Minami    | 伊藤 南美 | 2006年11月29日（18歳） | 日本 千葉県         | 『放課後のときめき』参加者 |
| メイ 메이     | イ・イェビン     | 이예빈      | Lee Ye-bin    | 李睿彬    | 2008年8月19日（16歳）  | 韓国 京畿道高陽市   |                            |
| ゼナ 제나     | キム・ガヨン     | 김가영      | Kim Ga-young  | 金柯咏    | 2008年11月27日（16歳） | 韓国 慶尚北道慶州市 | 『青春スター』参加者       |

## ディスコグラフィ

### ミニアルバム
| No. | タイトル                     | 収録曲                                                          |
| --- | ---------------------------- | --------------------------------------------------------------- |
| 1st | SCENEDROME （2024年8月27日） | 1. Lucky you 2. LOVE ATTACK 3. New World 4. Pinball             |
| 2nd | Glow Up (2025年2月5日)       | 1. CRASH 2. Glow Up 3. Going on 4. In my lotion 5. Cotton Candy |

### シングル・アルバム
| No. | タイトル                 | 収録曲           |
| --- | ------------------------ | ---------------- |
| 1st | RE:SCENE (2024年3月26日) | 1.YoYo 2.UhUh    |
| 2nd | Dearest (2025年7月2日)   | 1.Deja Vu 2.Mood |

### ミュージックビデオ
| 公開年 | 公開日   | 楽曲        | リンク |
| ------ | -------- | ----------- | ------ |
| 2024年 | 02月29日 | YoYo        | ▶      |
| 2024年 | 03月26日 | UhUh        | ▶      |
| 2024年 | 08月27日 | LOVE ATTACK | ▶      |
| 2024年 | 09月12日 | New World   | ▶      |
| 2024年 | 09月21日 | Pinball     | ▶      |
| 2025年 | 02月05日 | Glow Up     | ▶      |
| 2025年 | 07月02日 | Deja Vu     | ▶      |